# Radiotélescope d'Eupatoria
Le radiotélescope d'Eupatoria, ou EPR (Evpatoria planetary radar), est un radiotélescope de 70 mètres de diamètre situé à Eupatoria. Il est géré par le Réseau russe de communication avec l'espace lointain. Il est l'un des plus grands radiotélescopes une pièce du monde et l'un des plus appropriés pour envoyer un message radio à d'éventuels extraterrestres (en).

## Missions
Le télescope participe au programme spatial de la Russie depuis 1978. Il a participé aux missions suivantes :
- Venera 11 et Venera 12
- Venera 13, Venera 14, Venera 15, Venera 16
- Programme Vega
- Astron
- Programme Phobos
- Granat
- Interball
- Fobos-Grunt (en 2011)

En 1999, 2001, 2003 et 2008, il a transmis les messages suivants :
- Cosmic Call
- Teen Age Message (en)
- Cosmic Call 2
- A Message from Earth

Il a participé aux études radar des astres suivants :
- (4179) Toutatis
- (6489) Golevka (BTW, le nom 'Golevka' provient des deux ou trois premières lettres des noms de trois observatoires : GOL-EV-KA = GOLdstone-EVpatoria-KAshima).
- (33342) 1998 WT24
- (101955) Bénou